# Área metropolitana de Salem
El área metropolitana de Salem o Área Estadística Metropolitana de Salem, OR MSA , como la denomina la Oficina de Administración y Presupuesto, es un Área Estadística Metropolitana centrada en la ciudad de Salem, capital del estado de Oregón, Estados Unidos. Su población según el censo de 2010 es de 390.738 habitantes, convirtiéndola en la 131.º área metropolitana más poblada de ese país.

## Composición
Los 2 condados del área metropolitana, junto con su población según los resultados del censo 2010:
- Marion– 315.335 habitantes
- Polk– 75.403 habitantes

## Comunidades
Ciudad principal
- Salem, 154.637 habitantes[5]

Comunidades con 10.000 a 40.000 habitantes
- Dallas, 14.583 habitantes[6]
- Four Corners (lugar designado por el censo)
- Hayesville (lugar designado por el censo)
- Keizer, 36.478 habitantes[7]
- Woodburn, 24.080 habitantes[8]

Comunidades con 1.000 a 10.000 habitantes
- Aumsville
- Gervais
- Hubbard
- Independence
- Jefferson
- Mill City (parcialmente)
- Monmouth
- Mount Angel
- Silverton
- Stayton
- Sublimity
- Turner
- Willamina (parcialmente)

Comunidades con menos de 1.000 habitantes
- Aurora
- Brooks (lugar designado por el censo)
- Butteville (lugar designado por el censo)
- Detroit
- Donald
- Eola (lugar designado por el censo)
- Falls City
- Gates (parcialmente)
- Grand Ronde (lugar designado por el censo)
- Idanha (parcialmente)
- Labish Village (lugar designado por el censo)
- Marion (lugar designado por el censo)
- Mehama (lugar designado por el censo)
- Rickreall (lugar designado por el censo)
- Scotts Mills
- St. Paul

Lugares no incorporados
- Breitenbush
- Monitor
- Pedee
- Perrydale
- Pratum
- Saint Louis
- West Stayton
- Zena